# Torneio de Integração da Amazônia
El Torneio de Integração da Amazônia fou una competició futbolística organitzada per la Confederació Brasilera de Futbol amb l'objectiu d'integrar la regió de l'Amazònia i desenvolupar el futbol a la regió.

## Format
L'any 2003, els vuit equips participants foren dividits en dos grups de quatre equips cadascun. El campió de cada grup passà a la final.

## Historial
| Temporada | Campió                              |
| --------- | ----------------------------------- |
| 1975      | Macapá (AP)                         |
| 1976      | Rio Branco (AC)                     |
| 1977      | Moto Clube (RO)                     |
| 1978      | Moto Clube (RO)                     |
| 1979      | Rio Branco (AC)                     |
| 1980      | Ferroviário (RO)                    |
| 1981      | Juventus (AC)                       |
| 1982      | Juventus (AC)                       |
| 1983      | Baré (RR)                           |
| 1984      | Rio Branco (AC)                     |
| 1985      | Baré (RR)*                          |
| 1985      | Trem (AP)*                          |
| 1986      | Trem (AP)                           |
| 1987      | Trem (AP)                           |
| 1988      | Trem (AP)                           |
| 1989      | No decidit entre Trem i Ferroviário |
| 1990      | Trem (AP)                           |
| 1991-2002 | No es disputà                       |
| 2003      | CFA (RO)                            |

* L'any 1985 el títol fou compartit entre Baré i Trem.

## Estadístiques

### Títols per equip
| Club        | Estat    | Títols                            |
| ----------- | -------- | --------------------------------- |
| Trem        | Amapá    | 5 (1985, 1986, 1987, 1988 i 1990) |
| Rio Branco  | Acre     | 3 (1976, 1979 i 1984)             |
| Baré        | Roraima  | 2 (1983 i 1985)                   |
| Juventus    | Acre     | 2 (1981 i 1982)                   |
| Moto Clube  | Rondônia | 2 (1977 i 1978)                   |
| Macapá      | Amapá    | 1 (1975)                          |
| Ferroviário | Rondônia | 1 (1980)                          |
| CFA         | Rondônia | 1 (2003)                          |

### Títols per estat
| Estat    | Títols |
| -------- | ------ |
| Amapá    | 6      |
| Acre     | 5      |
| Rondônia | 4      |
| Roraima  | 2      |